# Criminel (film, 1932)
Pour plus de détails, voir Fiche technique et Distribution.
Criminel (ou Le Code criminel) est un film français réalisé par Jack Forrester et sorti en 1932.
C'est la version française du film The Criminal Code réalisé par Howard Hawks.

## Synopsis
Un homme condamné à tort se retrouve suspecté d'un crime commis dans sa prison.

## Fiche technique
- Réalisation : Jack Forrester
- Scénario : Seton I. Miller, Fred Niblo Jr. d'après la pièce The Criminal code de Martin Flavin de 1929[1].
- Dialogues  : Jean-José Frappa
- Production :  Forrester-Parant Productions
- Photographie : Enzo Riccioni
- Musique : H. de Bozy
- Montage : Jean Decan
- Durée : 110 minutes
- Dates de sortie: 
  - 1932[2],[3]
  - France : 6 janvier 1933[4]

## Distribution
- Harry Baur : Warden Brady, directeur de la prison[5]
- Pierre Alcover : Le gardien chef
- Jean Servais : Bob Graham
- Hélène Perdrière : Mary Brody
- Pauline Carton
- Daniel Mendaille : Galloway